# Železniční nehoda u Horažďovic
Železniční nehoda u Horažďovic se udála 4. srpna 2015 ve 13:17 hodin na trati č. 190. Rychlík 668 Rožmberk odjížděl z Horažďovic předměstí do Plzně a podle předběžného vyšetřování Drážní inspekce došlo za jízdy k přehození výhybky pod tímto vlakem. Dva podvozky posledního vozu a jeden předposledního vozu jely na nesprávnou kolej. Tyto poslední vozy pak narazily do rychlíku 667 Vajgar, který stál u vjezdového návěstidla na vedlejší koleji.
V obou soupravách cestovalo kolem 200 lidí. Po nehodě bylo dopraveno do nemocnic v Plzni, Českých Budějovicích a Klatovech 15 cestujících, z nichž 7 utrpělo středně těžká a 8 lehká zranění. Dalších 35 lehce zraněných cestujících bylo ošetřeno na místě. Škoda se odhaduje na 12,5 milionů Kč, z toho na vlakových soupravách 12 milionů Kč a na železniční trati 0,5 milionu Kč. 
Poblíž stanice ve směru od Plzně došlo k vykolejení nákladního vlaku převážejícího uhlí také 1. prosince 2014. Tehdy vykolejil patnáctý vůz z celkem jednadvaceti. Celková škoda byla vyčíslena na 2,5 milionu Kč. Poškozeny byly asi 3 km trati, 3 500 pražců a 2 výhybky.

## Průběh nehody
Staniční zabezpečovací zařízení stanice Horažďovice předměstí bylo v čase nehody v poruše, čímž došlo ke ztrátě kontroly obsazenosti kolejí na pačejovském zhlaví, kde přestaly fungovat počítače náprav. Osádka stanice navíc v té době vlivem rekonstrukce i tak pracovala v provizorním režimu, neboť měla k dispozici jen omezený počet kolejí, což značně komplikovalo řešení křižování vlaků. Zároveň nové kolejiště obsluhovala starým způsobem,[ujasnit] který pro ně nebyl určen.[zdroj?]
Když rychlík 668 odjížděl z Horažďovic předměstí, signalista předčasně oznámil výpravčímu volnost staniční koleje (na základě odhadu rychlosti vlaku a uběhlého času, neboť na klíčovou část úseku kolejiště ze stavědla neviděl) a dostal příkaz k přípravě vlakové cesty pro rychlík 667. Následná komunikace mezi výpravčím a výhybkářem probíhala nestandardně, přičemž výhybkář tázacím způsobem výpravčímu oznámil, že jde provést přestavení výhybky č. 28X, a přes nejednoznačnou odpověď: „No…,“ tak učinil. Došlo tím k „podhození“ předposledního vagónu rychlíku 668 a následně tak k přesměrování jeho druhého podvozku a celého posledního vagónu na kolej, kde čekal rychlík 667, do kterého oba vozy narazily.[zdroj?]

## Vyšetřování a soudy
Výpravčí při vyšetřování zcela odmítl výpověď, signalista podal stručné vysvětlení pro zaměstnavatele a následně je zopakoval i pro vyšetřovatele, ale dále pak vypovídat rovněž odmítl. Drážní inspekce rozdělila vinu mezi výpravčího a signalistu, přičemž ale v závěru vyšetřování též upozornila na nedostatky staničního řádu, neboť podle ní neurčoval způsoby zjišťování volnosti vlakové cesty a nezahrnoval všechny změny v kolejišti, které s rekonstrukcí vznikly, a doporučila SŽDC překontrolovat aktuálnost a přiměřenost veškeré základní dopravní dokumentace, jakož i znalostí příslušných předpisů u výpravčích, signalistů a výhybkářů. Na to poukazovala obhajoba, která tvrdila, že hlavní příčinou byla systémová chyba na straně SŽDC (že neadekvátní a neaktuální staniční řád prošel několikanásobnou kontrolou a byl schválen bez připomínek). Soud vyměřil oběma mužům podmíněné tresty.